# Trovanje organofosfornim jedinjenjem
Trovanje organofosfornim jedinjenjem je akutno životno ugrožavajuće patološko stanje, ili trovanje, koje bez pravovremene i adekvatne medicinske nege može prouzrokovati značajno oštećenje zdravlja ili dovesti do smrti otrovanog. U Srbiji je registrovano 10 grupa insekticida od kojih poseban toksikološki značaj imaju organofosforni, organohlorni, karbamatski i dinitrofenoloski insekticidi. Među insekticidima dugo godina su dominirala organohlorna jedinjenja, ali se zbog njihove dugotrajne perzistencije i bioakumulacije sve više zamenjuju organofosfornim i karbamatskim insekticidima. Prema načinu unosa u organizam do trovanja dolazi putem inhalacije (udisanja), peroralnim unošenjem (ispijanjem) i preko kože. Najčešća, a ujedno i najteža, su peroralna trovanja.
Akutna trovanja organofosfornim insekticidima najčešće nastaju slučajno (zadesno) usled nestručnog rukovanja, nepridržavanja mera zaštite ili greške u manipulaciji, ali i namerno kao samoubilačka ili kriminalna sredstva.
U dijagnostici trovanja veoma je bitno izvršiti analizu organofosfornih jedinjenja i njihovih metabolita u biološkom materijalu. Dobijene analitičke informacije potvrđuju dijagnozu trovanja, omogućavaju predviđanje toka bolesti i prognozu oporavka. Holinesteraza je parametar od izuzetnog značaja za potvrdu ili isključivanje trovanja organofosfornim jedinjenjem (skraćeno OFJ) kao i pokazatelj stanja pacijenata i uspešnosti primenjene terapije. Stepen inhibicije AchE određuje težinu trovanja, a serumska holinesteraza samo ukazuje na kontakt sa organofosfatnim jedinjenjima. Kod profesionalno izloženih radnika određivanje aktivnosti acetilholinesteraze i butirilholinesteraze u poređenju sa vrednostima pre ekspozicije može poslužiti kao dobar biološki pokazatelj efekta OFJ i potvrda dijagnoze trovanja.

## Osnovni pojmovi iz toksikologije
Pojam otrova
Svojstvo materija da dovedu do poremećaja biohemijskih procesa, fizioloških funkcija, pa i strukture u živom organizmu naziva se toksičnost.
Trovanje
Trovanje je patološki proces koji nastaje usled delovanja otrovnih materija različitog porekla na
organizam.
Otrov
Otrovi su sve one materije koje štete zdravlju i to u minimalnim količinama i koncentracijama.

## Organofosforna jedinjenja
Organofosforna jedinjenja su razgradive organske materije koja sadrže ugljenik–fosfornu veza. Ona se prvenstveno koriste za kontrolu štetočina kao alternativa hlorisanim ugljovodonicima, koji su postojani tokom dugog vremenskog perioda.
Ova jedinjenja su veoma efikasni insekticidi, ali su i podjednako otrovna za ljude u malim dozama (nervni gas). U ovu grupu jedinjenja spadaju neka od najtoksičnijih supstanci ikad stvorenih.
U industrijskoj i ekološkoj hemiji, organofosforna jedinjenja moraju jedino da sadrže jedan organski supstituent, i ne moraju da imaju direktnu vezu između fosfora i ugljenika. Stoga je veliki deo pesticida (npr., malation), obuhvaćen ovom klasom jedinjenja.
Kako fosfor može da poprimi niz oksidativnih stanja, organofosforna jedinjenja se mogu klasifikovati po valentnom stanju fosfora, i.e. fosfor(V) vs fosfor(III), koji su predominantne klase jedinjenja.

## Epidemiologija
Morbiditet
Procenjen broj osoba izloženih organofosfatima na međunarodnom nivou praktično je nemoguće odrediti. Na globalnom nivou opisana su mnoga trovanja, koja su u nekim slučajevima imala masovan karakter. U Srbiji nema potpunijih podataka o broju akutnih trovanja ovim sredstvima, ali se procenjuje daje njihov broj relativno visok (više stotina godišnje).
Mnogi agensi koji se smatraju previše toksičnim za tržište u Sjedinjenim Državama (među kojima je oko 30% zabranjeno da se koristiti u Sjedinjenim Državama) i dalje mogu biti dostupni u zemljama u razvoju, jer je svest o opasnostima od OFJ manja u zemljama u razvoju.
Broj dece izložene trovanju OFJ je takođe veći u zemljama u razvoju u kojima se deca vrlo rano kao radna snaga koriste na porodičnoj farmi ili su angažovani kao sezonski radnici u poljoprivredi.
Korišćenje pesticida kao agensa za samoubistava je mnogo češće u zemljama u razvoju.
Eddleston i saradnici (2008) procenjuje da u zemljama u razvoju trovanja organofosfornim pesticidima usmrte 200.000 ljudi godišnje. Razlog je to što zemlje u razvoju zbog nedostatka dovoljno efikasne prevencije i zaštite pogađa u većoj meri rana smrtnost usled trovanja pesticidima, često i pre pristizanja u zdravstvenu ustanovu. Brojni su razlozi za ovakvo stanje. Što se tiče bogatijih društava znatno je veći broj smrtnih ishoda kao posledice komplikacija u toku lečenja.
Polne razlike
Većina slučajeva trovanja uključuje poljoprivrednike ili one koji se bave kontrolom štetočina; prema tome, većina prijavljenih slučajeva su muškarci, jer su to pretežno muška zanimanja.
Takođe inhibicija aktivnosti RBC holinesteraze je više izražena kod žena nego kod muškaraca.
Starost
Starost se ne čini značajnim faktorom rizika, iako deca koja su izložena pesticidima mogu apsorbovati relativno više koncentracije OFJ u odnosu na površinu tela.
Deca su najviše izložena pesticidima koji se koriste za negu travnatih parkovskih površina, po kojima se ona igraju. Igrajući se po travi ona su izložena; udisanju isparenja pesticide iz vazduha, kontaktu njima preko kože i stavljanju prstiju, zagađenih pesticidima, u usta.

## Patogenaza
Mehanizam njihovog dejstva zasniva se na ireverzibilnoj (OF), odnosno reverzibilnoj (KA) inhibiciji acetilholinesteraze (skraćeno AChE). Usled toga dolazi do prekomerne akumulacije endogenog (vlastitog) acetilholina (ACh), koji zauzvrat deluje ekscitatorno i neurotoksično.
U svetu se registruje više miliona zadesnih i suicidnih trovanja godišnje, od kojih mnoga završavaju fatalno, a posledica su upotrebe insekticida iz grupe OFJ. Ti preparati deluju konvulzivno, a uzrok tih konvulzija nije samo ACh, već i aktivatori NMDA (N-metil-D-aspartat) receptora.
Faze trovanja OFJ
Nakon trovanja OFJ razlikujemo sledeće faze:
- Ekspoziciju (izlaganje) otrovu — u kojoj se ostvaruje neposredni kontakt sa OFJ.
- Toksokinetsku fazu — obuhvata apsorpciju, distribuciju, metabolizam i eliminaciju otrova.
- Toksodinamsku fazu — izražava reakciju odgovarajućeg receptora organizma na otrov.
- Efekat — zbir specifičnog direktnog delovanja otrova na organizam i nespecifičnih kompenzatornih i adaptacionih reakcija organizma.

Trovanje sa visokim letalitetom, kakvim se smatra trovanje pesticidima zahteva preciznu dijagnozu i adekvatan tretman. Sniženje alveolarne ventilacije usled trovanja, do tog nivoa da se razvije respiratorna acidoza, značajno češće dovodi do letalnog ishoda nego kod pacijenata kod kojih nije primećen bilo koji oblik acidoze. Naime, respiratorna acidoza provocira respiratorne i kardiološke poremećaje, dok su posledice metaboličke acidoze uglavnom ograničene na kardiološke smetnje u većoj ili manjoj meri. Kombinovano prisustvo oba poremećaja povećava stepen mortaliteta sa prioritetnim učinkom respiratorne acidoze u tom smislu.

## Klinička slika
Putevi ulaska otrova u organizam su: preko kože (perkutano), udisanjem (inhalacijom) i gutanjem (ingestijom ili peroralno).

### Trovanje preko kože
Nepovređena zdrava koža obezbeđuje sigurnu zaštitu organizmu od mnogih spoljašnjih fizičkih, hemijskih i bioloških uzročnika oštećenja.
Apsorpcija OFJ zavisi od stepena liposolubilnosti, odvija se preko krvnih sudova i izvodnih kanala znojnih i lojnih žlezda.
Na stepen apsorpcije kroz kožu utiču i lokalni faktori kao fizička i hemijska oštećenja, temperatura, brzina protoka krvi, pranje kože rastvaračima...
U trovanjima preko kože (perkutano) tečnim preparatima insekticida; lokalno dolazi do znojenja i fascikulacije mišića a potoni se polako razvija potpuna sika akutnog trovanja.

### Trovanje inhalacijom
Trovanje inhalacijom su često masovna industrijska katastrofalna trovanja.
U osnovi trovanja je hipoksija kao glavni patofiziološki mehanizam, koji izaziva lokalna oštećenja i sistemske efekte ,koji se odigravaju u 300 miliona alveola površine oko 80 m2
Težina trovanja, zavisi kako od fizičkih i hemijskih osobina otrova, tako i od količine udahnutog otrova, i vremenskog trajanja izloženosti otrovu.
Klinička slika akutnog trovanja OFJ inhalacionim putem započinje miozom i smetnjama vida, a zatim se javlja hipersalivacija, lakrimacija, znojenje i rinoreja.

### Trovanje gutanjem
Oralni put je najčešći i značajan za nastanak zadesnih i namernih (samoubilačkih) trovanja, imajući u vidu sledeće činioce:
- Glavno mesto resorpcije većine toksičnih supstancija je tanko crevo, pri čemu najveći značaj ima stepen liposolubilnosti.
- Obilnoj crevnoj resorpciji otrova, pored optimalnog pH, doprinosi i velika resorptivna površina od oko 200 m² kao i intenzivan krvotok crevne sluzokože.
- Detoksikacijom u jetri nastaju manje toksična jedinjenja sa manjom rastvorljivošću i manjom sposobnošću da prodru u ćelije.
- Visoka koncentracija otrova se najpre postiže u srcu, bubrezima, jetri jer su oni najsnabdeveniji krvlju, dok u kasnijoj fazi uloga krvi u raspodeli se smanjuje, a više dolazi do izražaja hemijski afinitet otrova za pojedina tkiva i njihova liposolubilnost.
- Toksičnost materija uzetih peros zavisi i od uzrasta organizma, stanja ishranjenosti, fizičkog naprezanja, oboljenja jetre i bubrega, kao i od meteoroloških uslova.[6]

U početnom stadijumu peroralnog trovanja ili trovanja ingestijom, koje nastupa vrlo brzo, javlja se uzbuđenost, glavobolja, vrtoglavice i nejasan vid. Objektivno trovanje karakteriše
- izrazita mioza,
- znojenje,
- salivacija (lučenje pljuvačke),
- povraćanje i spastički bolovi u predela želuca.
- povišen arterijski krvni pritisak je povišen.

Zatim nastupa stadijum hiperkinezije i grčeva u kome se razvija potpuna slika trovanja.
Psihomotorni nemir smenjuje soporozno ili komotozno stanje svesti. Mioza bez reakcija na svetlost uglavnom je maksimalna, mada ona ne mora uvek biti znak težine trovanja, jer je moguć direktan kontakt otrova sa očima. Javljaju se horeatski i mioklonični pokreti, prvenstveno kapaka očiju, mimične muskulature i mišića grudi i ekstremiteta.
Periodično se pojavljuju tonični grčevi i hipertonus mišića. Bradikardija se smenjuje sa tahikardijom, a krvni pritisak, posle maksimalnog povišenja, smanjuje se na vrednosti ispod 100 mmHg.
Dolazi do bolnih tenezama i nevoljnog ispuštanja stolice i mokraće.
U trećem stadijum dominira komatozno stanje bolesnika, grčevi i hipertonus mišića nestaju, disanje je kompromitovano opstrukcijom disajnih puteva sekretom i bronho-spazmom, i razvija se puna slika egzotoksičnog šoka u kojem dolazi do prestanka disanja a zatim i rada srca.
U nekim slučajevima (7—8%) moguć je recidiv intoksikacije sa razvojem potpune slike trovanja, što je posledica naknadne resorpcije otrova i sekundarnog pada aktivnosti holincstcraze.

### Manifestacije
Manifestacije akutnog trovanja zavise od:
- količine unetog jedinjenja
- vrste unetog preparata,
- puta ulaska otrova u organizam (najteža su peroralna trovanja),
- opšteg stanja organizma i
- uzrasta (starosti) otrovanog — deca i starije osobe su posebno osetljive na toksične doze OFJ

### Težina trovanja
Prema težini kliničke slike (sa raznim subkliničkim formama) trovanja mogu biti:
- Laka trovanja — imaju simptome i znake početnog stadijuma uz tremor jezika i mišića očnih kapaka.
- Srednje teška trovanja — pored simptoma navedenih za laka trovanja imaju i fascikulacije mišića i bradikardiju.
- Teška trovanja — karakteriše teško komatozno stanje, respiratornu insuficijenciju, edem pluća, konvulzije i srčani blokovi.

## Diferencijalna dijagnoza
Diferencijalno dijagnostički kod trovanja OFJ treba imati u vidu sleće dijagnoze:
- Akutna inflamatorna demijelinizacija u poliradikuloneuropatiji
- Narušen neuromuskularni prenos
- Hronična inflamatorna demielinizirajuća poliradikuloneuropatija
- Dijabetična neuropatija
- Urgentno stanje kod mijastenije gravis
- Esencijalni tremor
- Senzorimotorna polineuropatija povezana s HIV-om
- Sa HIV-om povezana višestruka mononeuropatija
- Neuromuskularne i miopatske komplikacije HIV-a
- Trovanje organskim rastvaračima
- Toksična neuropatija

## Terapija
Lečenje akutnog trovanja OFJ je specifično i zasniva se na: prvoj pomoći, specifičnoj i simptomatskoj terapiji.

### Prva pomoć
U okviru prve pomoći zbrinjavanje otrovane osobe treba započeti iznošenjem osobe iz zatrovane atmosfere, ili sa mesta ekspozicije, a nastavlja se pranjem kože, a pri ingestiji otrova ispiranjem želuca.
Bilo kojoj vrsti terapije u okviru prve pomoći prethodi respiratorna i prema indikacijama kardicirkulatorna reanimacija.
Sledi što brži transport bolesnika do najbližeg toksikološkog odeljenja ili bilo koje specijalizovane ustanove za lečenje trovanja.

### Specifična terapija
Specifična terapija se zasniva na primeni antidota — atropina i reaktivatora holinesteraze (oksimi). Antidoti stupaju u hemijsku ili fizičku reakciju sa otrovom, ili farmakološki i biohemijski koriguju poremećaje koje otrovna materija izaziva u organizmu. Antagonizam antidota sa otrovnom materijom zasniva se na: hemijskoj fizičkoj, farmakološkoj reakciji i
specifičnoj antitoksičnoj reakciji.
Atropin
Atropin je farmakološki antagonista acetilholina, ali samo na postganglijskim i skeletnim nervnim završecima. Otrovane osobe sa OFJ maksimalno su tolerantne na atropin, tako da se on daje intravenski i intramuskularno na svakih 10 minuta do pojave znakova hiperatropinizacije (crvenilo lica i kože, suvoća jezika, proširene ženice, tahikardija), a potom se davanje atropina nastavlja u dozama održavanja znakova predoziranja atropina, tokom nekoliko dana.
Reaktivatori holinesteraze
Reaktivatori holinesteraze (Pralidoksim ili Toxogonin) primenjuju se prvih nekoliko dana u dozi od 2 g dnevno (4 X 500 mg).

### Simptomatska terapija
Simptomatska terapija zavisi od kliničke slike trovanja, I najčešće se zasniva na primeni: kardiotonika, diuretika, antikonvulziva, antiaritmika i antibiotika.
Metode detoksikacije, poput forsirane diureza, hemoperfuzije, hemodijalize ili izmena plazme, manje su efikasne kod trovanja OFJ zbog velikog volumena distribucije i brzog vezivanja otrova za tkiva.
- Hemodijalizom se mogu ukloniti svi otrovi koji cirkulišu u krvi i koji su reverzibilno vezani za tkiva ili koloidne sastojke krvi.
- Hemoperfuzija je mnogo efikasnija u detoksikaciji i potrebno je kraće vreme za eliminaciju otrova.

Ona se zasniva na propuštanju pacijentove krvi kroz kolonu sa adsorbensom za otrove. Efikasna je kod trovanja lipofilnim supstancijama i kod pacijenata u dubokoj komi sa velikom koncentracijom otrova u krvi, kod kojih se stanje progresivno pogoršava, uprkos intenzivnoj terapiji.
- Plazmafereza je najefikasnija od svih metoda koje podstiču veštačku detoksikaciju organizma.

Zasniva se na principu ekstrakorporalne izmene plazme i svih supstancija, koje su vezane za proteine
ili su u slobodnom obliku.
U lečenju trovanja OFJ kontraindikovana je primena svih vrsta lekova sa supresivnim delovanjem na centralni nervni sistem.

## Prognoza
Prognoza je u svim slučajevima trovanja OFJ je ozbiljna i neizvesna i najviše zavisi od pravovremenih mera prve pomoći, stanja organizma pre trovanja i intenzivnog lečenja.
U prvih 4-6 časova prognoza akutnog trovanja OFJ je neizvesna,a smrtnost se kreće od 10 do 31%. Teška trovanja su obično fatalna tokom prvih 24;asa ako se pravovremeno ne leče.
Subkliničkim formama trovanja OFJ najčešće specifično lečenje nije potrebno, ali se otrovana osoba mora zadržati na opservaciji na toksikološkom odeljenju bolnice najmanje 12 časova.

## Prevencija
Prevencija trovanja OFJ zasniva se na:
- pravilnoj i namenskoj upotrebi i doziranju OFJ
- strogom pridržavanju mera zaštite tokom rada sa OFJ.
- pravilnom skladištenju otrova samo u originalnoj ambalaži i van domašaja dece.

## Spoljašnje veze
- Akutna trovanja insekticidima

|  | Molimo Vas, obratite pažnju na važno upozorenje u vezi sa temama iz oblasti medicine (zdravlja). |